# Tháp canh Przewodziszowice

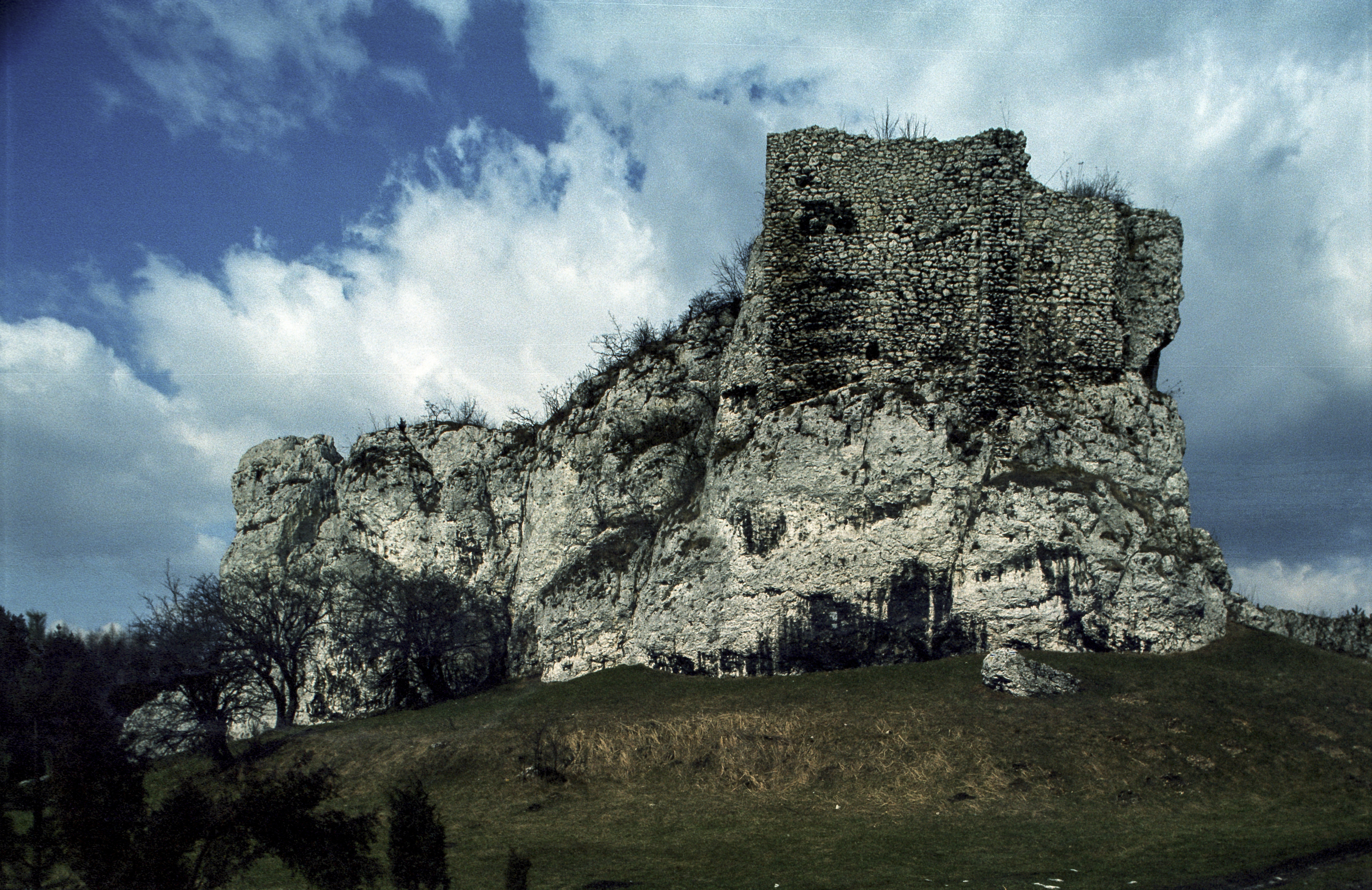
Tàn tích - Tháp canh Przewodziszowice

Tháp canh Przewodziszowice (tiếng Ba Lan: Strażnica Przewodziszowice) là một tháp canh phòng thủ bằng gạch thời Trung cổ (hiện nay còn lại tàn tích), ở làng Przewodziszowice, thuộc thị trấn Żarki, nằm trên Vùng cao Kraków-Częstochowa, Ba Lan. Tàn tích còn sót lại của tháp canh là một phần bức tường dài 26 mét, cao khoảng 10 mét và độ dày lên đến 1,8 mét. Hiện nay, đây là một trong những địa danh thu hút du khách yêu thích bộ môn leo núi ở địa phương.

## Lịch sử
Tháp canh có lẽ được xây dựng vào thế kỷ 14 hoặc vào đầu thế kỷ 15. Hiện nay có hai giả thuyết gắn với nguồn gốc hình thành tháp canh này. Theo một số nhà sử học, tháp canh Przewodziszowice được xây dựng theo lệnh từ Vua Kazimierz III của Ba Lan. Các nhà sử học khác lại cho rằng công trình này được Hoàng tử Silesian Władysław Opolczyk xây dựng để bảo vệ lãnh thổ. Thế kỷ 15, tháp canh Przewodziszowice là trụ sở của hiệp sĩ Mikołaj Kornicz. Anh chuyên tấn công và cướp của từ các ông trùm giàu có, nên rất được nông dân địa phương yêu mến. Theo truyền thuyết địa phương, những kho báu của Mikołaj Kornicz được giấu trong các khe đá bí mật của tháp canh.

## Leo núi
Tảng đá gắn với tháp canh có chất liệu là đá vôi, cao từ 12-17 mét và có nhiều hốc cạnh. Ngoài ra, tháp canh còn có bức tường thẳng đứng, và những phần nhô ra như ống khói hoặc hình trụ. Đây đích thực là một địa danh thích hợp với bộ môn leo núi.

## Hình ảnh

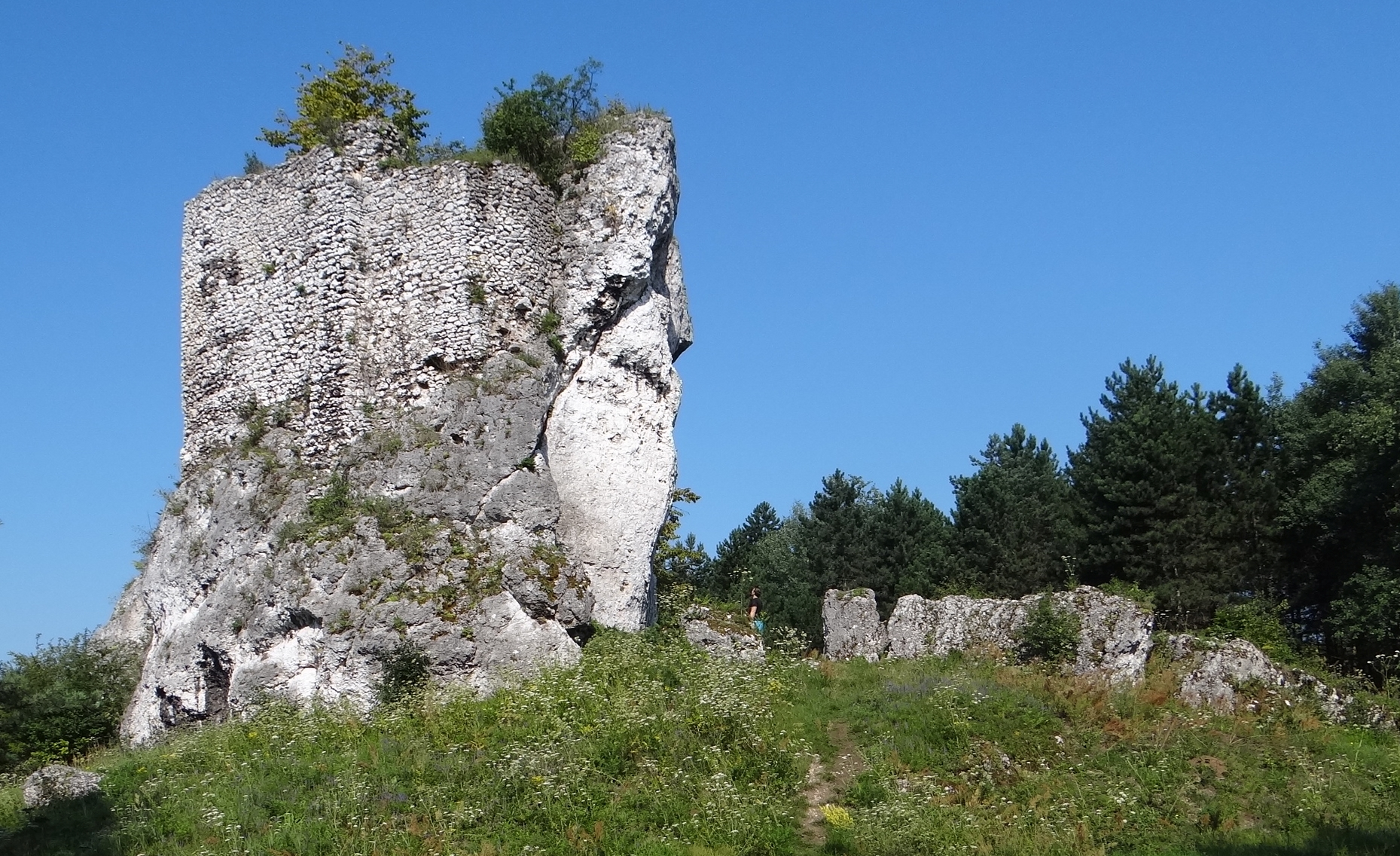
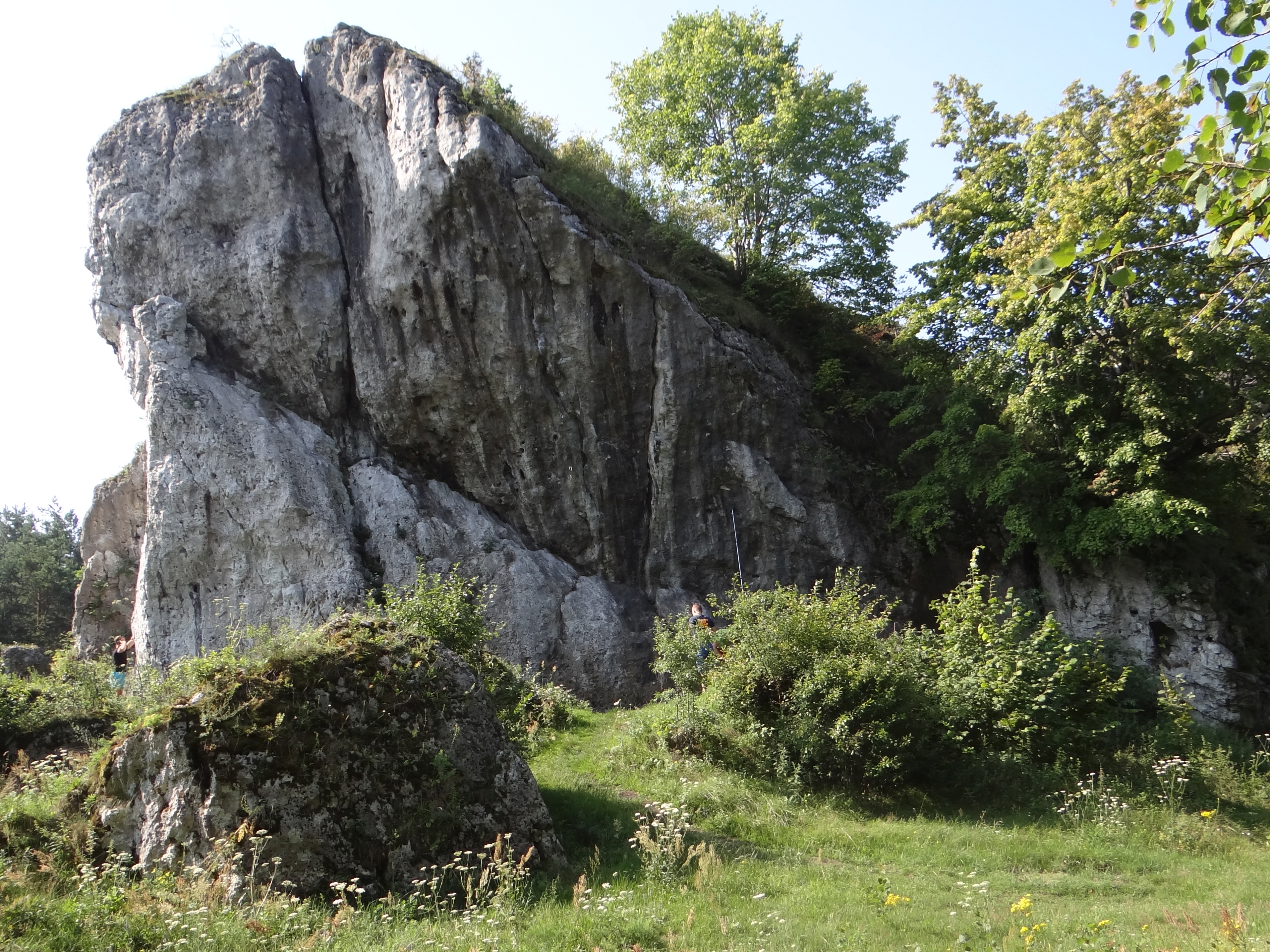
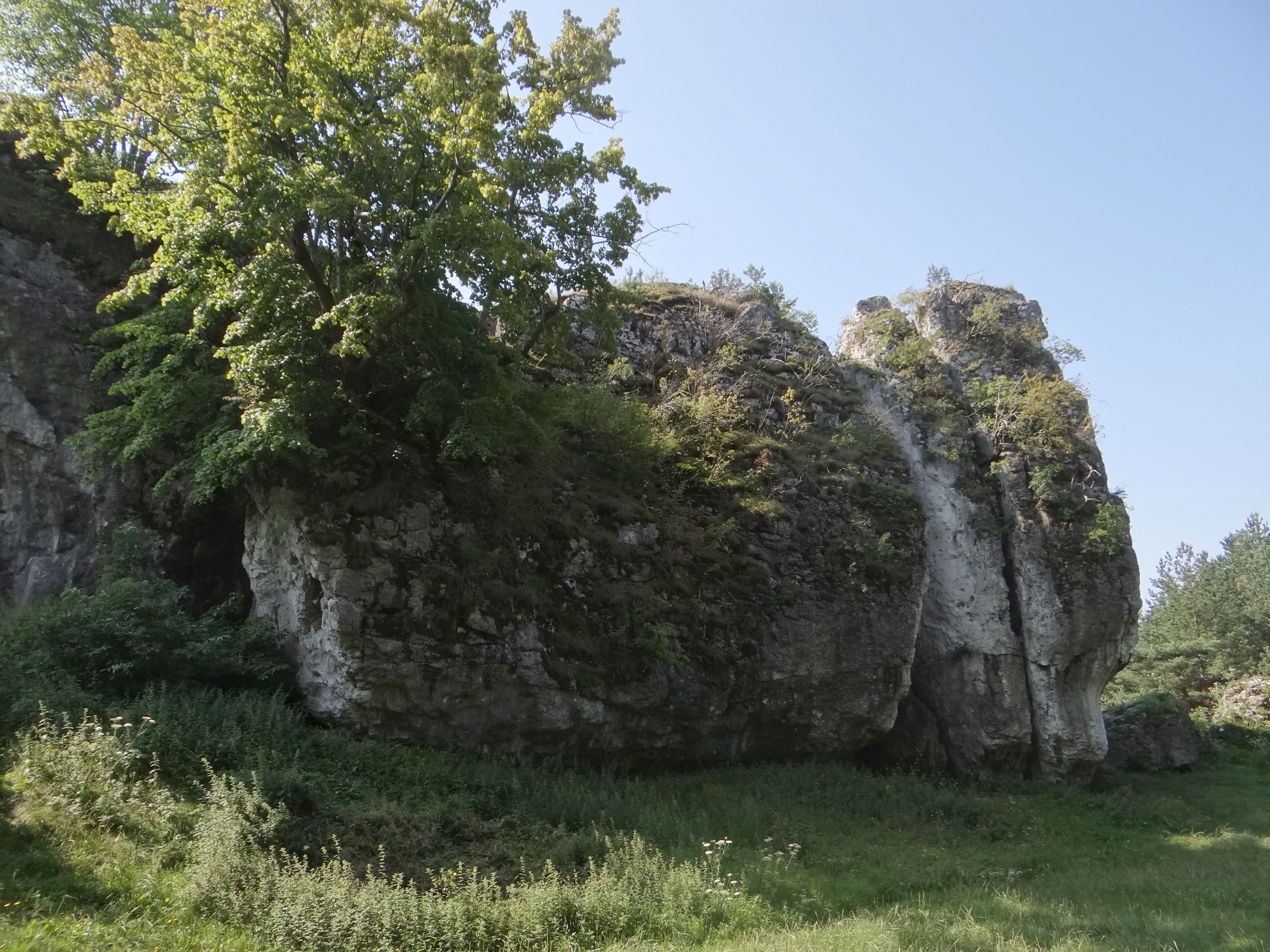
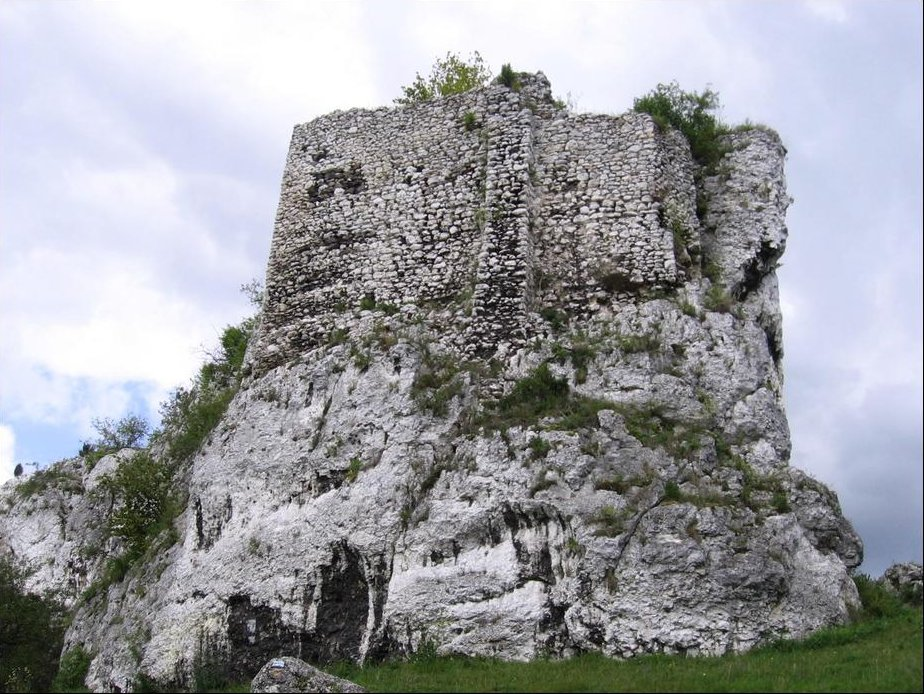